# Lista echipelor sportive deținute de fani
Aceasta este o listă a echipelor sportive profesioniste sau semiprofesioniste care sunt deținute de fani din întreaga lume, sortate după țară.

## Echipe de fotbal

### Africa

#### Mali
- Jeanne D'Arc FC Bamako

#### Nigeria
- Mighty Jets

### Asia

#### Iran
- Esteghlal F.C.

#### Israel
- Hapoel Haifa B.C.
- Hapoel Katamon Jerusalem
- Hapoel Petah-Tikva B.C
- Hapoel Ramat Gan B.C.
- Hapoel Tel Aviv B.C.
- Maccabi Kabilio Jaffa

#### Japonia
- Yokohama F.C.
- Fujieda MyFC

#### Coreea de Sud
- Bucheon FC 1995
- Seoul United FC
- Daejeon Citizen FC

#### Sri Lanka
- Jaffna Boys

### Europa

#### Anglia
- 1874 Northwich F.C.
- AFC Croydon Athletic
- AFC Liverpool – Cooperativă.[1]
- AFC Telford United – Deținut de Telford United Supporters Trust.[2]
- AFC Wimbledon – Deținut de The Dons Trust, un trust al suporterilor.[3]
- AFC Rushden & Diamonds
- Aylesbury United F.C.
- Bromsgrove Sporting F.C.
- Cambridge City F.C. - [4]
- Canterbury City F.C.
- Chelmsford City F.C.
- Chesham United F.C. - [5][5][6][7]
- Chester F.C. Fully owned by CFU - City Fans United.
- Darlington 1883 - [8][9]
- Ebbsfleet United F.C. - Între 2008 - 2013 a fost deținut de MyFootballClub
- Enfield Town F.C.
- Exeter City F.C. -
- F.C. United of Manchester - Deținut de Community Benefit Society.[10]
- Fisher F.C.
- Hendon F.C. - Deținut totalmente de Hendon Football Club Supporters Trust.
- Lewes F.C.
- Newport (IOW) F.C.
- Portsmouth F.C. - Deținut totalmente de Pompey Supporters' Trust. Cel mai mare club de fotbal din istoria Angliei deținut de suporteri. Preluarea controlului a fost finisată pe 19 aprilie 2013.
- Prescot Cables F.C.
- Runcorn Linnets F.C.
- Saffron Walden Town F.C. [11]
- Scarborough Athletic F.C.
- Scarborough Town F.C. - Clubul e condus de un comitet de conducere pe baze democratice. Afilierea ca membru e deschisă oricui care achită o taxă anuală. Toți membrii adulți au un vot egal și sunt încutajați să-și utilizeze dreptul de vot la fiece adunare generală: AGM și EGM.[12]
- Windsor F.C.
- Wycombe Wanderers F.C.

#### Austria
- SV Austria Salzburg
- SK Rapid Wien

#### Belarus
- FC Torpedo-MAZ Minsk

#### Belgia
- Yellow-Blue SK Beveren

#### Bulgaria
- Botev Plovdiv
- FC Spartak Varna

#### Croația
- NK Marsonia 1909
- HNK Trogir
- NK Varteks
- Hajduk Split

#### Cehia
- Bohemians 1905

#### Finlanda
- Tampere Unitedin kannattajat

#### Germania
Toate cluburile germane de fotbal, cu excepția unor echipe muncitorești istorice care au permisiunea de a-și menține afilierea cu companiile lor, cum ar fi echipa lui Volkswagen – VfL Wolfsburg și cea a lui Bayer – Bayer 04 Leverkusen—sunt obligate să aibă cel puțin 51% de proprietate pe bază de membri; când Red Bull a achiziționat licența de joc a clubului din Leipzig SSV Markranstädt și l-a redenumit în RB Leipzig, aceasta putea achiziționa doar 49% din acțiuni și nu a putut folosi întreaga denumire Red Bull din cauza regulilor pentru denumiri din Germania. 
În unele cazuri, fanii au refondat echipe falite, cum ar fi cazul lui Lokomotive Leipzig.

#### Grecia
- Aris Thessaloniki F.C.
- Panathinaikos F.C. - familia Vardinoyiannis a fost de acord să transfere cota sa parte de 54,75% de acțiuni de la club grupului ‘Panathinaikos Alliance’. Fiecare membru a căpătat un vot în procedurile de luare a deciziilor, fără a se ține cont de cât de multe acțiuni deține fiece membru în parte.[13]

#### Republica Irlanda
- Bohemian F.C.
- Cobh Ramblers
- Cork City F.C.
- Derry City F.C.
- Finn Harps F.C.
- Shamrock Rovers F.C.
- Sligo Rovers F.C.

#### Italia
- A.S.D. Aquilotto Cavese[14]

#### Irlanda de Nord
- Crusaders F.C.
- Cliftonville F.C.
- Coleraine FC
- Linfield F.C.

#### Norvegia
- Rosenborg BK

#### Polonia
- Nowy Hutnik 2010
- Górnik 1979 Łęczna

#### Portugalia
- S.C. Salgueiros 08

#### România
- Rapid București
- ASU Politehnica Timișoara
- Petrolul Ploiești
- LSS Vointa Sibiu
- Suporter Spirit Club Farul Constanta
- SC Olimpia MCMXXI Satu Mare
- Dinamo București
- Suporter Club Oțelul Galați

#### Scoția
- Clyde F.C.
- Clydebank F.C.
- Dundee F.C.
- Gretna F.C. 2008
- Motherwell F.C.
- Stirling Albion F.C.
- Stranraer F.C.
- Dunfermline Athletic F.C.

#### Spania
Spre deosebire de majoritate cluburilor de top europene, fanii cotizanți ai lui Real Madrid și Barcelona (socios) au deținut și operat cluburile de la fondarea lor, alături de Athletic Bilbao și Osasuna. Majoritatea din celelalte cluburi spaniole deținute de socios au fost convertite în Sociedad Anónima Deportiva.
- Athletic Bilbao
- FC Barcelona
- Real Madrid C.F.
- CA Osasuna

#### Suedia
Toate cluburile suedeze sunt deținute în totalmente de către fani. Nici o altă formă a proprietății nu este permisă.

#### Turcia
Toate cluburile turcești sunt deținute în totalmente de către fani. Nici o altă formă a proprietății nu este permisă.

#### Țara Galilor
- Barry Town United
- Merthyr Town
- Monmouth Town
- Swansea City - 20% de acțiuni deținute de Swans Trust.
- Wrexham - deținută integral de Wrexham Supporters Trust.

### America de Nord

#### Canada
- Victoria Highlanders F.C. - [15][16]

#### Mexic
- Alianza Unetefan AFC
- Zacatepec - Promotora Deportiva Zacatepec S.C.

#### Costa Rica
- LD Alajuelense

### America de Sud

#### Argentina
Toate cluburile argentiniene sunt deținute în totalmente de către fani. Nici o altă formă a proprității nu este permisă.

#### Brazilia
Aproape toate cluburile de fotbal braziliene sunt asociate voluntar cu persoane fizice, dar cu interferență externă a investitorilor pe bază de contract. Doar echipele mai mici fondate în ultmii 20 de ani și care evoluează în diviziile inferioare au proprietari privați.

## Alte sporturi

### Australia
AFL
- Carlton
- Collingwood
- Essendon
- Geelong
- Gold Coast
- Hawthorn
- Melbourne
- North Melbourne
- Richmond
- St Kilda
- Sydney
- Western Bulldogs

NRL
- Bulldogs
- Cronulla-Sutherland Sharks
- Parramatta Eels
- Penrith Panthers
- St. George Illawarra Dragons
- Sydney Roosters
- Wests Tigers

### Canada

#### Canadian Football League
- Edmonton Eskimos[17]
- Saskatchewan Roughriders[18]
- Winnipeg Blue Bombers[17]

#### Hockey pe gheață
- Kitchener Rangers[17] (Ontario Hockey League)
- Prince Albert Raiders (Western Hockey League)

### Italia
- Virtus Pallacanestro Bologna (baschet)[19]

### Statele Unite
- Green Bay Packers (National Football League) — unica echipă deținută de fani din toate ligile majore ale țării
- Memphis Redbirds (Pacific Coast League, AAA baseball)
- Rochester Red Wings (International League, AAA baseball)
- Syracuse Chiefs (International League, AAA baseball)
- Toledo Mud Hens (International League, AAA baseball)
- Wisconsin Timber Rattlers (Midwest League, Class A baseball)
- Burlington Bees (Midwest League, Class A baseball)